# Vos Logistics

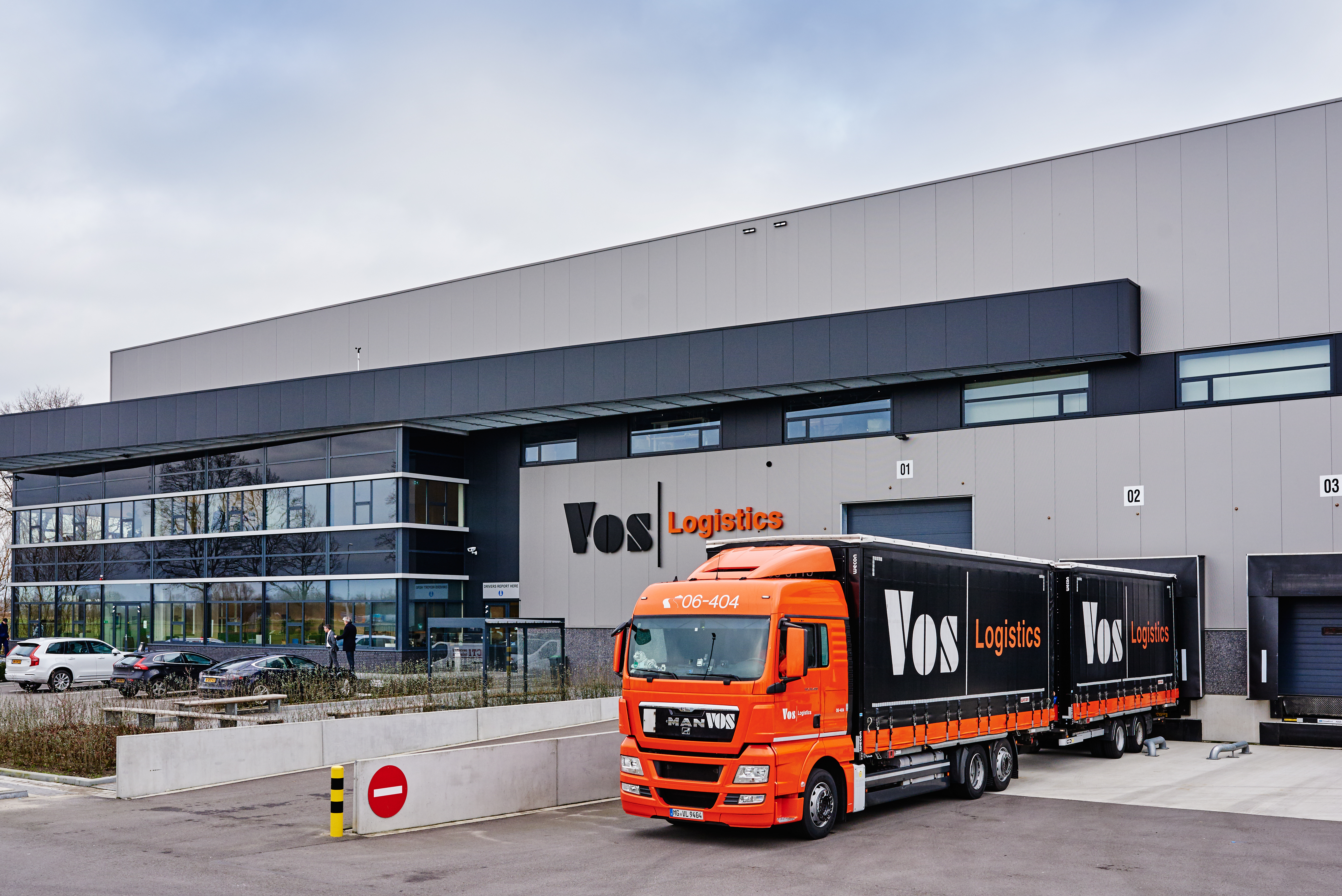
Vos Logistics in Oss

Vos Logistics is een transportonderneming uit Oss in Nederland.

## Geschiedenis
Op 1 juni 1944 begon Harry Vos met Chevrolet vrachtwagen een bodedienst tussen Oss en Nijmegen. In de wederopbouwperiode die volgde benutte de oprichter de sterke groei van het vrachtvervoer om 'Harry Vos Transport' uit te bouwen tot een groot transportbedrijf. Met 21 vrachtwagens en 37 medewerkers werden in 1944 ook grensoverschrijdende transporten uitgevoerd.
In 1970 werd de naam veranderd in 'Expeditie en Internationaal Transportbedrijf Harry Vos BV', aan het eind van dat decennium telde het bedrijf 130 medewerkers en 80 vrachtwagens. Onder leiding van Wim Vos en Carel Vos, zonen van de oprichter, groeide de onderneming in de jaren 1980 verder, zowel door autonome groei als door overnames in binnen- en buitenland. De naam van de logistieke dienstverlener die hierdoor was ontstaan werd veranderd in 'Harry Vos Transport Group'. Sinds 1998 opereert de onderneming onder de naam, 'Vos Logistics'.

### Kopen en verkopen
In 2000 neemt Vos Logistics de siloafdeling van Giraud te Lyon, Transouest Bretagne, Gervis uit Dreux en de Bruin Surhuisterveen over. Hiertoe behoort ook Newexco, de Bruin- Lommerts Delfzijl en Ostseetrans Rostock. Ondertussen heeft de organisatie nu 800 grootvolumecombinaties: 550 megatrailers met trekker, 850 bulktrekkers, 1000 bulktrailers, 1500 bulkcontainers, 225 opslagsilo's, 250 tankopleggers met trekker en 600 tankcontainers.
In 2001 wordt Kwimpex uit Kwidzyn Polen, Sigma Trans uit Pittem België en Plutrans uit Maastricht overgenomen. Vanaf 2002 start Vos Logistics met fijnmazige distributie en montage van electronica en kantoormeubelen. Vos trekt zich terug uit het vervoer van vloeibare levensmiddelen. De vestiging in Heerde wordt verkocht aan H&S in Barneveld.
Turtrans uit Mezotür Hongarije, Euroad uit Warschau Polen, Bodewig uit Bergheim Duitsland en Spedition Grote uit Dormagen en Genthin Duitsland worden in 2003 overgenomen. In 2004 vindt een overname plaats van Added Logistics uit Genk België: een bedrijf dat gespecialiseerd is in intermodaal tank- en bulkvervoer. Ook papiertransporteur Peelen uit Herveld wordt overgenomen en valt voortaan onder Vos Logistics Noord. Inmiddels heeft Vos Logistics 640 opslagsilo's verspreid over elf locaties. Dit jaar maken zij bekend het vervoer in Frankrijk fors te gaan afbouwen. In 2005 stopt Vos Logistics in Nuth met het vervoer van gevaarlijke stoffen en reorganiseren zij in Veendam en Surhuisterveen. Tanktransport Born en Value Added Logistics in Genk worden in 2006 verkocht.
In 2007 zet de Raad van Commissarissen Wim Vos op non-actief. Er is een reorganisatie nodig om terug te keren naar de kern van de organisatie: het transporteren van goederen. Vos Silo Logistics wordt verkocht aan een consortium, Vos Tankservices wordt verkocht aan het Belgische bedrijf Begoos. Frank Verhoeven en Ben Vos vormen de nieuwe directie.
In 2008 wordt Vos Logistics Noord verkocht aan de Vries Transport Groep en Vos Bulk Logistics Dormagen verkocht aan transportbedrijf Bäumle uit Duitsland. Vos Logistics start in 2011 een vlootvernieuwingsprogramma waarbij binnen een paar jaar alle trekkende en getrokken eenheden vervangen worden. In 2013 komt de VSL locatie in Oss weer in handen van Vos Logistics. In 2014 neemt de directie van Europees logistiek dienstverlener Vos Logistics samen met Dick Burger van Scheybeeck Investments alle aandelen van Vos Logistics over. In 2015 wordt gestart met het klantgerichte transporten van betonmortel. Op 2 oktober van dat jaar overlijdt oprichter Harry Vos op 99-jarige leeftijd aan de gevolgen van een longontsteking.
Tussen 2016 en 2018 vinden nog diverse verkopen en overnames plaats: in 2016 overname van een deel van het wagenpark van het failliete Marsman Logistiek uit Zwartsluis, in 2017 de verkoop van Vos Zozoya Bulk Logistics aan het Spaanse Panalon en de overname van Joosten transport Nederweert en in 2018 de overname van transportbedrijf Gehlen-Schols uit Kerkrade. In 2019 neemt Vos Logistics SNEL Shared Logistics uit Woerden over.

## Kernactiviteiten
Vos Logistics levert anno 2019 verschillende transport- en klantspecifieke logistieke diensten. Het bedrijf heeft vier kernactiviteiten:
- Cargo bestaat uit het vervoeren van verpakte goederen. Haar activiteiten bestaan hoofdzakelijk uit volle truckladingen, deelladingen en intermodaal transport. Het bedrijf bedient diverse markten, waaronder auto-industrie, consumentenelektronica, retail en de bouwindustrie.
- Bulk bestaat hoofdzakelijk uit het bulktransport van droge onverpakte goederen (zowel granulaten als poeders). De producten omvatten chemicaliën, levensmiddelen, diervoeders, zetmeel, mineralen, ADR en afval. In de chemische industrie is de onderneming actief in vrachtmanagement, het managen van goederenstromen vanaf diverse productielocaties. Daarnaast voert Bulk ook EFTCO-tankcleaning activiteiten uit.
- Logistics Services biedt klantspecifieke logistieke oplossingen voor transport en opslag. Het bedrijf kan beheer van de goederenstromen van een klant volledig of deels overnemen.
- Fleet Services biedt transport- en distributieoplossingen aan bedrijven met een eigen wagenpark en biedt ondersteuning met analyses van transportbehoeften, wagenparkfinanciering, vervanging en verkoop van gebruikte equipment, preventief onderhoud, brandstofoptimalisatie, verzekeringen, beheer van seizoensgebonden invloeden, werving en selectie, trainen van personeel en het aansturen van chauffeurs.

In 2019 had het bedrijf 30 vestigingen in meerdere Europese landen. Er werkten toen 3.000 mensen, en het wagenpark bestond uit 1.400 hoofdzakelijk Euro V en VI voertuigen, 4.000 laadeenheden en er was 300.000 m² opslagcapaciteit.
De omzet van Vos Logistics steeg in 2019 met 9 procent tot € 342 miljoen. Ze investeerden in 2019 € 32 miljoen in o.a. vlootvernieuwing, maar ook in innovatie en digitalisering. Op 5 en 7 september 2019 vierde Vos Logistics haar 75-jarig bestaan op de locaties Oss, Warschau, Lyon en Cluj-Napoca met relaties en medewerkers.